# Fidia viticida
Fidia viticida är en skalbaggsart som beskrevs av Walsh 1867. Fidia viticida ingår i släktet Fidia och familjen bladbaggar. Inga underarter finns listade i Catalogue of Life.